# Анадолка
Анадолка, Анадол или Долинское (на украински: Долинське; на румънски: Anadol; на руски: Долинское) е село в Южна Украйна, Измаилски район на Одеска област. Заема площ от 2,94 км2.

## География
Селото се намира в историческата област Буджак (Южна Бесарабия). Разположено е на 4 километра североизточно от Рени.

## История
В района на селото и в неговите околности са открити останки от селища от късната бронзова епоха (края на второто хилядолетие пр.н.е.), от първите векове на нашата ера, от салтово-маяцката култура и от IX— X век. Край Анадолка през 1895 година е намерено и съкровище от антични златни монети от IV—III век пр.н.е – така нареченото Анадолско съкровище.
Днешното село е основано през втората половина на XVIII век от молдовани. След Руско-турската война от 1806 – 1812 година в Анадолка се заселват и преселници от българските земи на юг от Дунав. Впоследствие селото е включено в състава на бесарабските български колонии. В Указа на руския император Александър І от 29 декември 1819 година, регламентиращ статута на „българите и другите отвъддунавски преселници“, Анадолка е посочено като селище в Прутски окръг. През 1835 година в Анадол са регистрирани 109 семейства с 518 жители (266 мъже и 252 жени). Пет от семействата (27 души) са нови преселници, установили се в селото след Руско-турската война от 1828-1829 г.
В 1852 година Анадолка, което е част от Кагуло-Прутски окръг, наброява 680 жители.
Съгласно Парижкия мирен договор от 1856 г. Анадолка попада в Княжество Молдова, а впоследствие – в новообразуваната Румъния. След като през 1861 година част от жителите на Импуцита се преселват в Таврия, българи от Анадол, Джурджулещ и Карагач заемат тяхното място.
През 1878 година Анадолка отново е в състава на Руската империя. В началото на ХХ век селото има 297 двора и 1446 жители.
През 1918 – 1940 и 1941 – 1944 година Анадол е в границите на Румъния. Според данните от преброяването от 1930 година жителите му са 1.935 души, от които 1670 румънци, 199 българи, 37 руснаци, 4 гагаузи.
От края на юни 1940 до юни 1941 година и от 1944 до 1991 година Анадолка е в състава на Съветския съюз. През 1946 година е създаден колхозът „Заря“. През 1947 година селото е преименувано на Долинское.
От 1991 година Долинское е в състава на независима Украйна, в която името му е променено на Долинське.

## Население
Населението на селото възлиза на 2705 души(2001). Гъстотата е 920,07 души/км2. По-голяма част от жителите са молдовани.
Демографско развитие:
- 1930 – 1935 души
- 1940 – 2215 души
- 2001 – 2705 души

### Езици
Численост и дял на населението по роден език, според преброяването на населението през 2001 г.:
| Роден език | Численост | Дял (в %) |
| Общо       | 2705      | 100.00    |
| Молдовски  | 2509      | 92.75     |
| Руски      | 130       | 4.80      |
| Украински  | 16        | 0.59      |
| Гагаузки   | 13        | 0.48      |
| Български  | 11        | 0.40      |
| Румънски   | 4         | 0.14      |
| Други      | 22        | 0.81      |